# Honda Jazz
Honda Fit/Jazz — японский легковой автомобиль, принадлежащий к сегменту B по европейской классификации. Под именем Fit автомобиль известен в Японии, Китае, Северной и Южной Америке. Под названием Jazz — в Европе, некоторых странах Азии, в Австралии, Океании, на Среднем Востоке и в Африке. У себя на родине, в Японии, дважды выбирался «Автомобилем года»: 2001—2002 гг., 2007—2008 гг. Выпускались автомобили с гибридной силовой установкой Fit/Jazz Hybrid и электромобили Fit EV.
Ранее в Европу уже поставлялся компактный хетчбэк Honda City первого поколения (1981—1986 гг.) под названием Honda Jazz. В начале 1990-х годов топовые комплектации второго поколения Honda City GA2 на внутреннем японском рынке имели название Honda City Fit. 

## Первое поколение
Продажи новой модели Honda Fit в Японии начались в июне 2001 года. Автомобиль имел только пятидверный кузов типа хетчбэк и производился в городе Судзука. Первоначально он оснащался только двигателем рабочим объёмом 1,3 литра (L13A) в сочетании с вариатором и был доступен как в переднеприводном, так и в полноприводном исполнениях. Автомобиль очень понравился как специалистам, в ноябре он получил титул «Автомобиль года в Японии» от японской ассоциации автомобильных исследователей и журналистов, так и покупателям, в декабре был продан 100-тысячный экземпляр.
В начале 2002 года было объявлено о предстоящих продажах этого автомобиля в Европе под названием Honda Jazz. В феврале он был показан широкой публике на Женевском автосалоне и начались официальные его продажи. Для европейского рынка автомобиль получил двигатель рабочим объёмом 1,2 литра мощностью 78 л.с. (L12A), и тот же двигатель, что для японского автомобиля (L13A), но в соответствии с принятой в Европе классификацией он стал 1,4-литровым. Оба двигателя агрегатировались с пятиступенчатой механической коробкой передач. В июне для автомобилей с более мощным двигателем стал доступен вариатор. На нём была предусмотрена возможность имитации ручной смены семи фиксированных передач с помощью кнопок на руле. В Европу поставлялся только переднеприводной вариант автомобиля. Для обеспечения экспорта, сборка автомобилей началась на ещё одном заводе Honda в городе Саяма.
С сентября на японские автомобили стали устанавливать 1,5-литровый двигатель мощностью 110 л.с. (L15A) в сочетании с вариатором или пятиступенчатой механической коробкой передач. В ноябре в Японии был представлен седан Honda Fit Aria, созданный на базе хетчбэка. Всего за 2002 год на японском рынке было продано 250 790 автомобилей, Honda Fit вышла на первое место, это было впервые в истории фирмы Honda.
В апреле 2003 года производство Fit началось в Бразильском городе Сумаре. В сентябре общие продажи автомобиля в Японии достигли 500 тыс. шт., это был рекордный рост продаж для фирмы. Также, в сентябре началось производство и продажи седана Honda Fit Saloon в Китае в городе Гуанчжоу, через год, в сентябре 2004 года, там же началась сборка хетчбэков Honda Fit. В ноябре 2003 года началось производство хетчбэка Honda Jazz и седана Honda City в Таиланде в городе Аюттхая. В 2004 году сборка автомобилей началась в Индонезии, в городе Karawang.

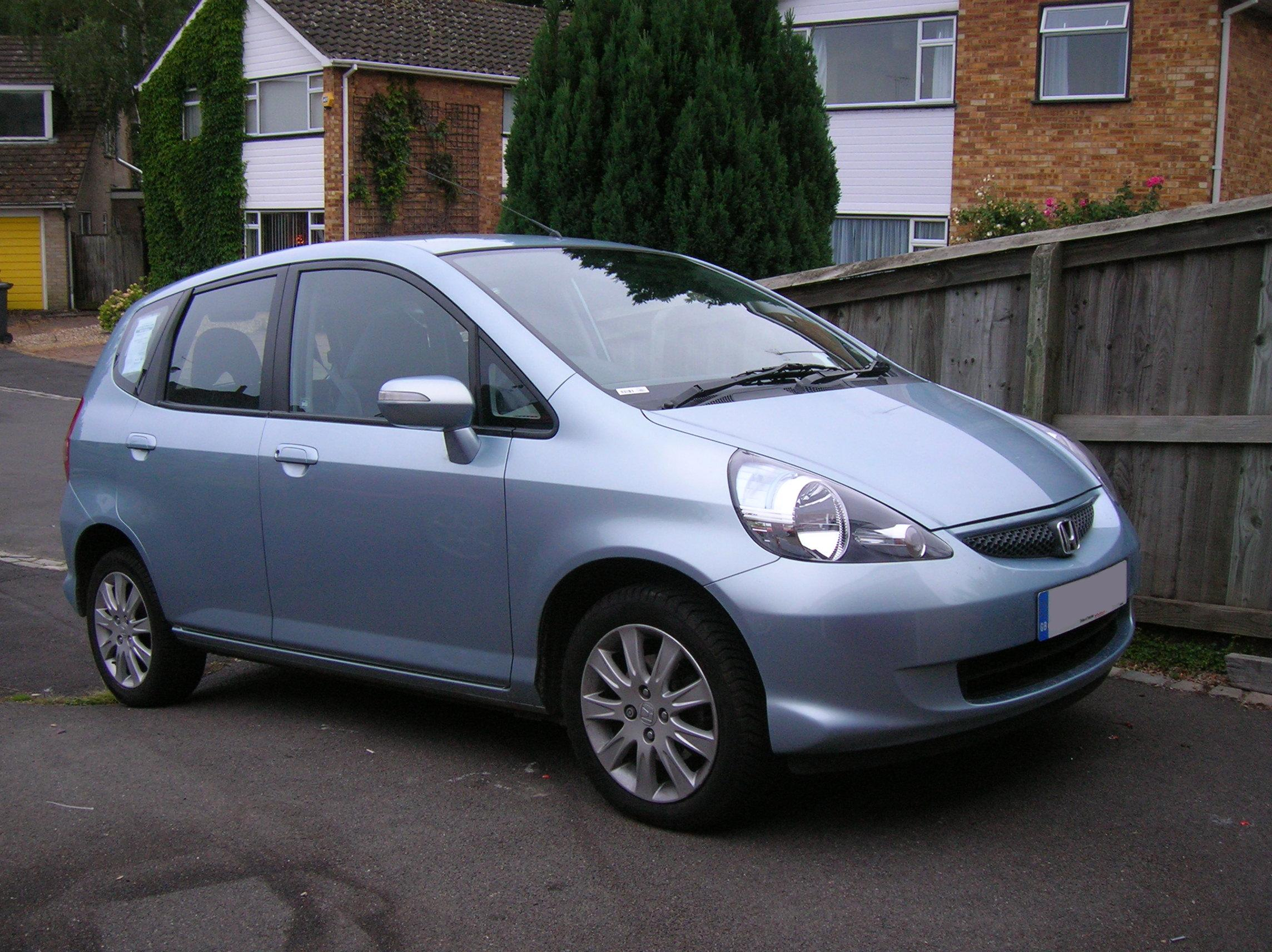
Honda Fit/Jazz после обновления в 2004 г.

В июне 2004 года автомобиль на японском рынке был слегка модернизирован. Новый дизайн переднего и заднего бамперов, новый задний спойлер у спортивной версии были призваны улучшить аэродинамику. Появилась новая облицовка радиатора и фары. Для улучшения видимости, задние фонари стали светодиодными, появилась возможность установки повторителей указателей поворотов в наружных зеркалах заднего вида, появилась микроантенна. В салоне была установлена модернизированная аудиосистема с экраном на консоли, по заказу мог быть установлен полностью автоматический кондиционер. Была пересмотрена вся цветовая гамма окраски кузова и добавлены четыре новых цвета. В Европе изменённый автомобиль был впервые показан в сентябре на Парижском автосалоне, в октябре он поступил в продажу.
В январе 2006 года на Детройтском автосалоне Honda Fit был показан для покупателей США как автомобиль 2007 модельного года. Он был только с передним приводом, оснащался 1,5-литровым двигателем (L15A) в сочетании с механической пятиступенчатой коробкой передач или гидромеханической автоматической пятиступенчатой трансмиссией, и имел декоративные накладки понизу переднего и заднего бамперов и на порогах. В июне 2007 года в мире был продан 2-миллионный автомобиль Honda Fit/Jazz, а октябре в Японии начались продажи автомобилей второго поколения.

### Кузов и оборудование
Автомобиль имел высокий однообъёмный кузов с длинной колёсной базой, коротким передним свесом и смещёнными вперёд сидениями. На коротком капоте находились характерные накладные «пузыри» фар, большая площадь остекления с четырьмя окнами с каждой стороны обеспечивала хорошую обзорность, двери распахивались на 70° и имели три фиксированных положения. В стандартное оборудование входили две подушки безопасности со ступенчатым раскрытием, кондиционер и аудиосистема.

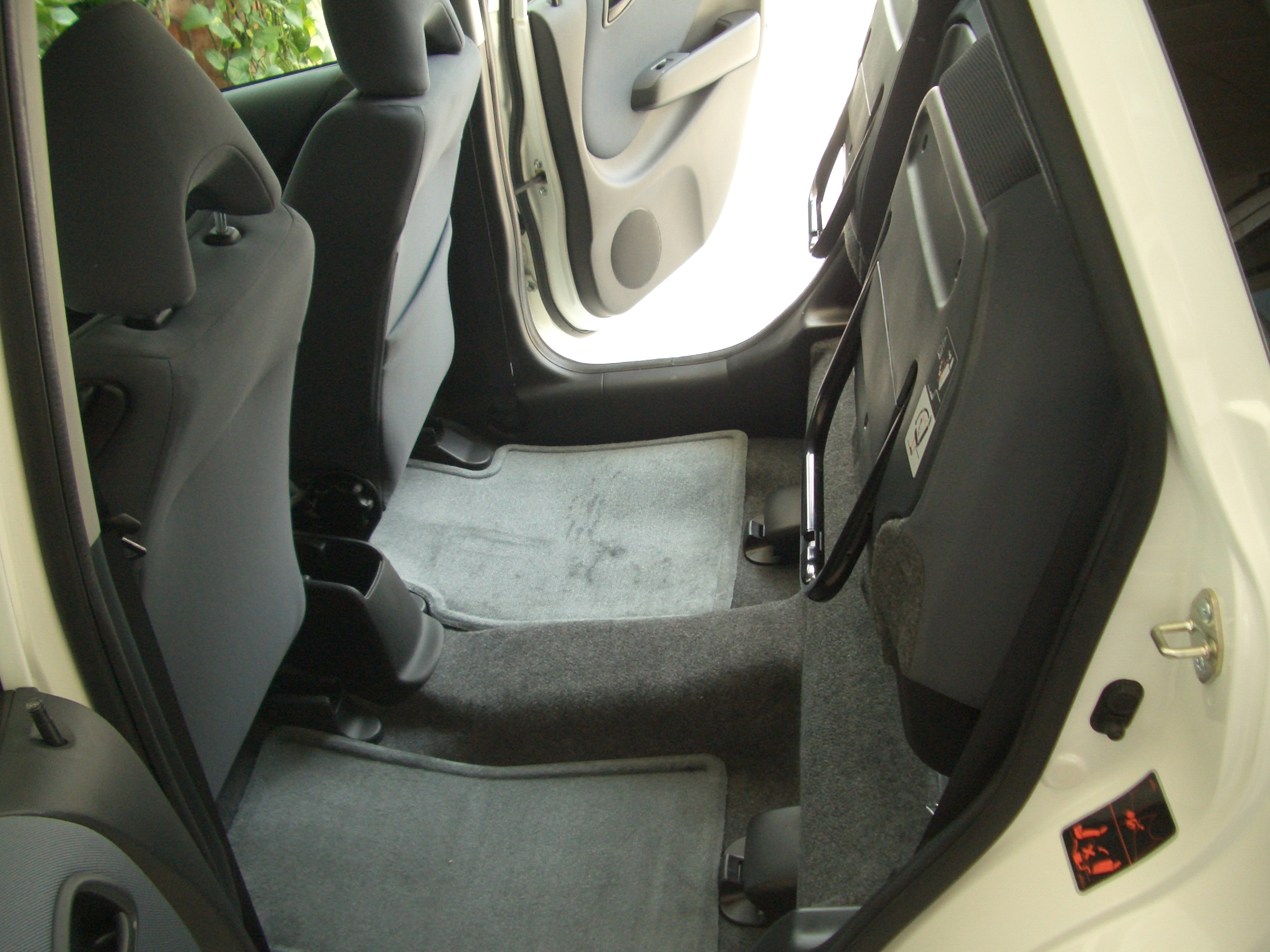
Honda Fit/Jazz с поднятыми подушками задних сидений (Tall Mode)

Honda Fit/Jazz имел оригинальную компоновку с центральным, под передними сидениями, расположением бензобака, что позволило освободить место сзади и, в сочетании с заниженным из-за компактной задней подвески полом багажника (высота пола багажника — 462 мм, погрузочная высота — 600 мм), получить много пространства для хранения (объём багажника — 380 л) и расширить возможности трансформации салона. Специальной конструкции сидения (Ultra seat) могли иметь несколько положений:
— Обычное положение (Utility Mode), при котором спинки задних сидений опущены. При этом образуется грузовое пространство длиной до 1740 мм и объёмом «под крышу» в 1321 л.
— «Высокое» положение (Tall Mode), при котором подушки задних сидений подняты. При этом пространство между сидениями могло быть использовано для размещения дополнительного груза, например грязных или мокрых вещей, которые могут запачкать багажник, или, в тот момент, когда автомобиль стоит вплотную к стене, и открыть дверь багажника невозможно. Между сидениями можно было разместить два велосипеда без передних колёс или инвалидное кресло в сложенном виде.
— «Длинное» положение (Long mode), при котором сложена спинка переднего кресла. При этом в автомобиле можно перевозить грузы длиной до 2,4 м.
— Положение отдыха (Refresh mode), при котором спинка переднего сидения полностью откинута. При этом получалось удобное место для отдыха.

### Двигатели и трансмиссия
Меньшие двигатели автомобиля (L12A, L13A) оснащались фирменной системой зажигания с двумя свечами DSI (Dual and Sequential Ignition). В головке блока цилиндров восьмиклапанного мотора с одним верхним распредвалом напротив каждого клапана располагалось по одной свече зажигания. Первой срабатывала свеча зажигания расположенная около впускного клапана, затем создавала искру вторая свеча. Период времени между включениями свечей задавался электронным блоком управления и зависел от оборотов и нагрузки двигателя. Благодаря последовательному срабатыванию свечей зажигания фронт пламени в камере сгорания двигателя распространялся быстрее и был более однородным. Это позволяло избегать детонации даже при высокой степени сжатия и на обеднённых горючих смесях. Эффективность двигателя повышалась: росла мощность, снижался расход топлива и токсичность выхлопных газов.
1,5-литровый двигатель (L15A) имел другую фирменную технологию — систему изменения фаз газораспределения VTEC (Variable valve Timing and lift Electronic Control). В 16-клапанном двигателе с одним верхним распредвалом клапаны приводились в движение с помощью коромысел. Кулачки распредвала двух впускных клапанов имели разную высоту профиля, один был выше, другой — ниже. Соответственно, подъём клапанов был разный. На низких и средних оборотах двигателя, такой режим создавал завихрение горючей смеси в камере сгорания двигателя и обеспечивал его высокую топливную экономичность. При выходе на высокие обороты, по команде электронного блока управления,  с помощью гидравлики смещался штифт, соединяющий оба коромысла. Теперь, оба клапана работали в соответствии с профилем более высокого кулачка распредвала, обеспечивая хорошее наполнение камеры сгорания и высокую мощность двигателя.
Клиноремённый вариатор Honda Multimatic S имел увеличенный до 5,815 динамический диапазон (соотношение между меньшим и большим передаточными числами) и оптимизированные характеристики для создания не только интенсивного линейного разгона, но и естественного торможения двигателем. Помимо обычного, спокойного и экономичного режима D (Drive), вариатор имел спортивный режим S (Sport), обеспечивающий более интенсивный разгон. Вариатор мог иметь режим имитации ступенчатого переключения семи передач с помощью кнопок на руле.
Гидромеханическая автоматическая пятиступенчатая трансмиссия, которая устанавливалась только на автомобили для американского рынка, имела блокировку гидротрансформатора на всех передачах. По командам электронного блока управления специальное сцепление блокировало гидротрансформатор сразу после переключения передач. Таким образом сокращалось время его проскальзывания и обеспечивалась высокая топливная экономичность автомобиля. Гидромеханическая трансмиссия, также могла управляться с помощью кнопок на руле.
Только на японском рынке автомобиль мог оснащаться подключаемой системой полного привода Real Time 4WD. Она состояла из дополнительного редуктора, присоединённого к коробке передач, карданного вала, идущего к задним колёсам и заднего блока дифференциала с многодисковым сцеплением. Когда передние колёса начинали пробуксовывать, по командам блока управления, с помощью гидравлики многодисковое сцепление постепенно подключало задние колёса.
Все варианты сочетаний двигателей и трансмиссий управлялись водителем с помощью электронной педали газа. Такая система позволяла использовать для каждого варианта оптимальный режим управления.

### Ходовая часть
Передняя подвеска автомобиля со стойками Макферсон имела пружины специальной конструкции, снижающие деформации стойки и, соответственно, потери. Геометрия подвески с большим кастером обеспечивала хорошую курсовую устойчивость автомобиля, а особая кинематика, уменьшающая наклон внутреннего колеса при повороте, давала хорошую управляемость автомобиля.
Задняя подвеска со скручивающейся Н-образной балкой имела прочные, увеличенного профиля, продольные рычаги, мощные подушки крепления к кузову, компактные пружины и широко разнесённые амортизаторы. Всё это позволило сделать её значительно компактнее, чем у предшественника Honda Logo.
Реечное рулевое управление было оборудовано управляемым с помощью микропроцессора электроусилителем. По данным о скорости автомобиля и угле поворота колёс, электроника рассчитывала оптимальную степень усиления: при парковке усилия на руле были минимальными, при движении на высокой скорости руль «наливался» требуемым усилием. Рулевая колонка складывалась при ударе.
Тормозная система имела передние тормоза с вентилируемыми дисками и задние барабанные тормоза. Антиблокировочная система (ABS), система распределения тормозных усилий (EBD) и система помощи при экстренном торможении (Brake Assist) входили в стандартное оборудование автомобиля. После модернизации, на некоторые версии стали стандартно устанавливать задние дисковые тормоза и систему контроля устойчивости.
Автомобиль стандартно оборудовался стальными колёсами размерности 14x5,5J, но можно было заказать легкосплавные колёса размерности 15x6J.

### Безопасность
| Euro NCAP                                         | Euro NCAP | Euro NCAP | Euro NCAP |
| ------------------------------------------------- | --------- | --------- | --------- |
| Рейтинги                                          | Пассажир  |           | 25        |
| Рейтинги                                          | Ребёнок   |           | 31        |
| Рейтинги                                          | Пешеход   |           | 19        |
| Протестированная модель: Honda Jazz 1,4 SE (2004) |           |           |           |

## Второе поколение
В октябре 2007 года в Японии был представлен автомобиль Honda Fit второго поколения. При сохранении общей компоновочной схемы с центральным, под передними сидениями, расположением бензобака, внешний вид автомобиля был полностью изменён. Для увеличения внутреннего пространства передние стойки были сдвинуты вперёд, автомобиль стал немного больше во всех измерениях. Была увеличена жёсткость кузова, доля высокопрочных сталей в его конструкции возросла до 54%, были увеличены сечения порогов и стоек, усилены места сварки.
В салоне — обновлённая передняя панель, рулевое колесо получило возможность регулировки не только по углу наклона, но и по вылету, аудиосистема обзавелась разъёмом USB, беспроводным доступом Bluetooth, возможностью подключения iPhone, по заказу могла быть установлена навигационная система с большим экраном. На топ версии предлагалась прозрачная панорамная крыша.
По аналогии с существенно упрощённой системой трансформации сидений Ultra Seats (Magic Seats — в Европе и США), была придумана система трансформации багажника Ultra Luggage (Double-Trunk boot — в Европе). При отсутствии запасного колеса (вместо него предлагался ремкомплект), под полом багажника оставалась внушительная ёмкость объёмом 64 л. и глубиной 230 мм (Regular Mode). В ней можно было хранить грязные или редко используемые вещи. Пол багажника можно было убрать совсем или закрепить за спинками задних сидений, тогда в багажнике можно было перевозить высокие баки, например (Tall Mode). Пол багажника можно было закрепить в среднем положении, для размещения различных грузов сверху и снизу (Upper/Lower Mode).
Несмотря на не изменившиеся обозначения, двигатели были серьёзно модернизированы. На младших (L12A, L13A), теперь 16-клапанных моделях отказались от двухсвечной (DSI) конструкции в пользу системы изменения фаз газораспределения VTEC подобной той, что применялась на 1,5-литровом двигателе предыдущего поколения. В обновлённом полуторалитровом моторе применили другую разновидность этой системы. Теперь оба впускных клапана приводились в движение от одного, меньшего кулачка распредвала с помощью Г-образного коромысла, изготовленного из специального высокопрочного алюминиевого сплава. Второй, больший кулачок распредвала воздействовал на короткое коромысло, которое на низких и средних оборотах двигателя качалось впустую. При возрастании нагрузки на двигатель, также по команде электроники, с помощью гидравлики сдвигался штифт, соединяющий оба коромысла. После этого, оба впускных клапана начинали работать с большим подъёмом, хорошо наполняя цилиндры горючей смесью. Кроме того, во всех двигателях был увеличен диаметр клапанов, была изменена форма камеры сгорания, за счёт изменения формы днища поршня, на юбку поршней стали наносить специальное антифрикционное покрытие. Появились лёгкие шатуны из высокопрочной стали, для улучшения охлаждения двигателя, были изменены каналы для прохода жидкости в блоке цилиндров. На всех двигателях стали применять впускной и выпускной коллекторы новой конструкции.
Для обеспечения более плавного трогания обновлённый вариатор стал оборудоваться гидротрансформатором, который тут же отключался, как только автомобиль набирал скорость. Помимо механических коробок передач и автоматической гидромеханической трансмиссии, появилась механическая шестиступенчатая коробка передач i-SHIFT с автоматическим (роботизированным) переключением передач. При необходимости, передачи можно было переключать вручную,с помощью лепестков на рулевом колесе.
Изменённая геометрия передней подвески и новая конструкция крепления рычагов, улучшили устойчивость движения автомобиля. В задней подвеске были удлинены рычаги и по-иному расположены пружины. В рулевой управлении было усилено крепление всех узлов: рулевой колонки, блока электроусилителя и рулевого механизма. В тормозной системе спереди стали устанавливать более мощные дисковые тормоза, сзади, на большинстве моделей, также стали устанавливать дисковые тормоза. Меньшего диаметра, но с большим ходом главный тормозной цилиндр сделал управление торможением более точным. Стандартно на автомобили ставили 15-дюймовые стальные колёса, по заказу и на особые версии ставили 16-дюймовые колёса из лёгкого сплава.
В ноябре 2007 года Honda Fit получил титул «Автомобиль года в Японии». В марте 2008 года автомобиль был показан на Нью-Йоркском автосалоне как модель 2009 года, в августе начались его продажи. Так же как и модель предыдущего поколения, автомобиль имел декоративные накладки на переднем и заднем бамперах, порогах и спойлер над задней дверью. Европейский дебют автомобиля состоялся на Парижском автосалоне в октябре, продажи начались через год — в октябре 2009 года. Осенью 2008 года в Таиланде и Индии началось производство нового седана Honda City, в Бразилии его начали изготавливать летом 2009 года. По результатам продаж за 2008 год, Fit вновь вышел на первое место в Японии, а в мае 2009 года был продан полумиллионный автомобиль Jazz в Европе. В июне 2009 производство Honda Jazz со степенью локализации 77% началось в Индии в городе Greater Noida. В октябре 2009 началась сборка автомобилей в Англии в городе Суиндон и на Тайване в городе Пиндун.

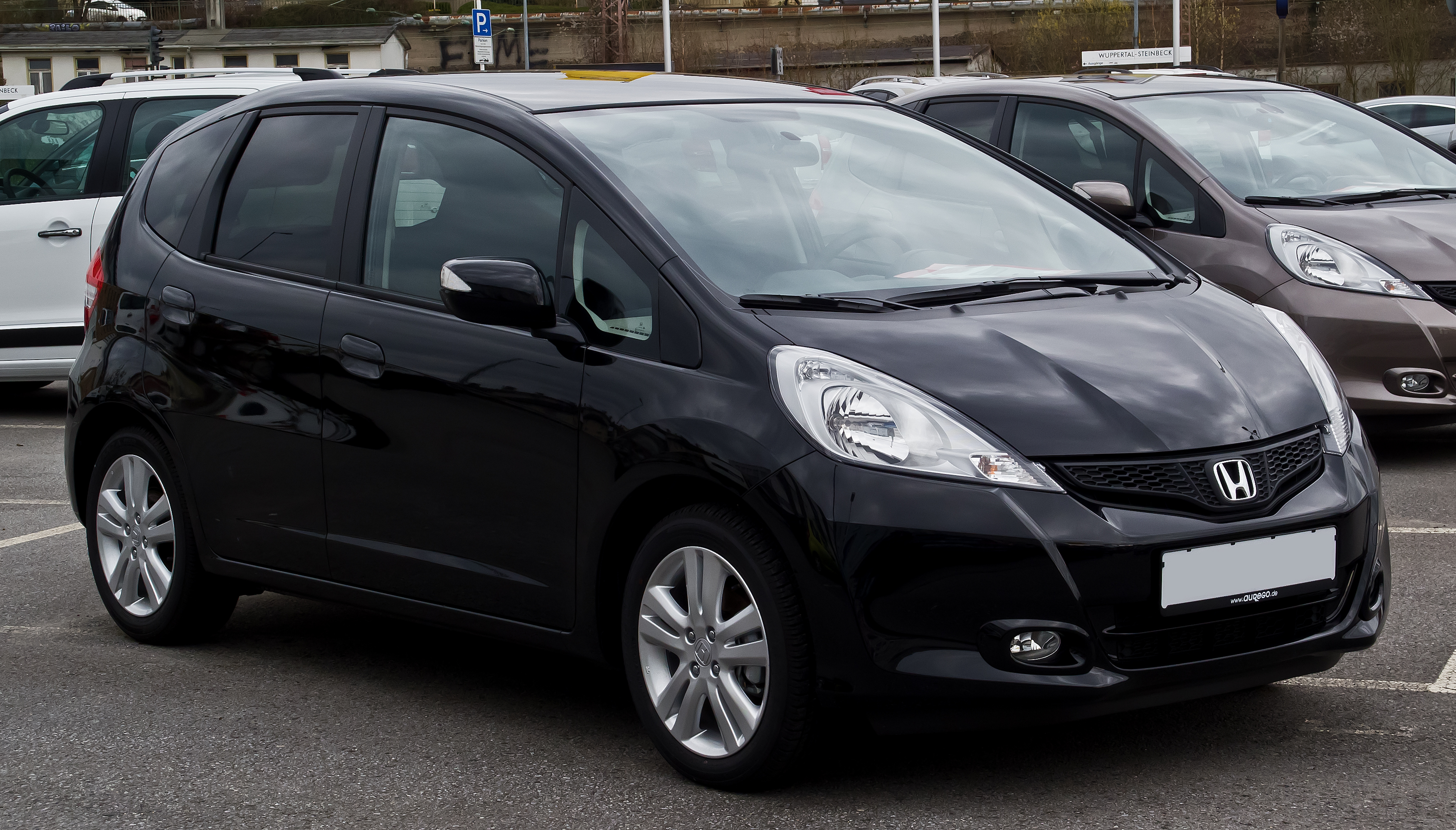
Honda Fit/Jazz после обновления в 2010 г.

В октябре 2010 года на японском рынке появился обновлённый автомобиль. Были немного изменены передний и задний бампера, решётка радиатора, фары и задние фонари. Отделка салона получила новые оттенки цвета, была усилена шумоизоляция. Габариты автомобиля не изменились. Одновременно с обновлённым автомобилем была выпущена его гибридная версия — Fit Hybrid. Практически в это же время Jazz Hybrid был показан в Европе. В ноябре 2010 на автосалоне в Лос-Анджелесе был показан концептуальный электромобиль Fit EV, а через год, в ноябре 2011 года там же была показана уже серийная его версия. Летом 2011 года электромобили стали сдавать в аренду в Японии и США. За три года пользования автомобилем в США надо было платить по 259 долларов в месяц. В июне 2011 года в Японии в продажу поступил универсал Fit Shuttle и его гибридная версия Fit Shuttle Hybrid.
В марте 2012 года на Женевском автосалоне была представлена спортивная версия автомобиля — Jazz Si. Автомобиль был разработан в Европейском техническом центре Honda и производился в Англии. Он имел оригинальный обвес, спортивную подвеску с иными амортизаторами и увеличенным стабилизатором поперечной устойчивости спереди, по-другому настроенный электроусилитель руля. В продажу автомобиль поступил в августе. Здесь же была представлена новая старт-стоп система Idle Stop для 1,2-литрового мотора, которая позволяла существенно экономить топливо.
В октябре 2012 года на автосалоне в Сан-Паулу был представлен Fit twist — спортивный автомобиль только для бразильского рынка. Эта модель была первой разработкой технического центра Honda в Бразилии, она имела спортивный внешний вид, рейлинги на крыше и иную отделку сидений. В конце марта 2013 года в Японии был продан двухмиллионный автомобиль, а в сентябре в продажу поступили модели третьего поколения.

### Fit/Jazz Hybrid

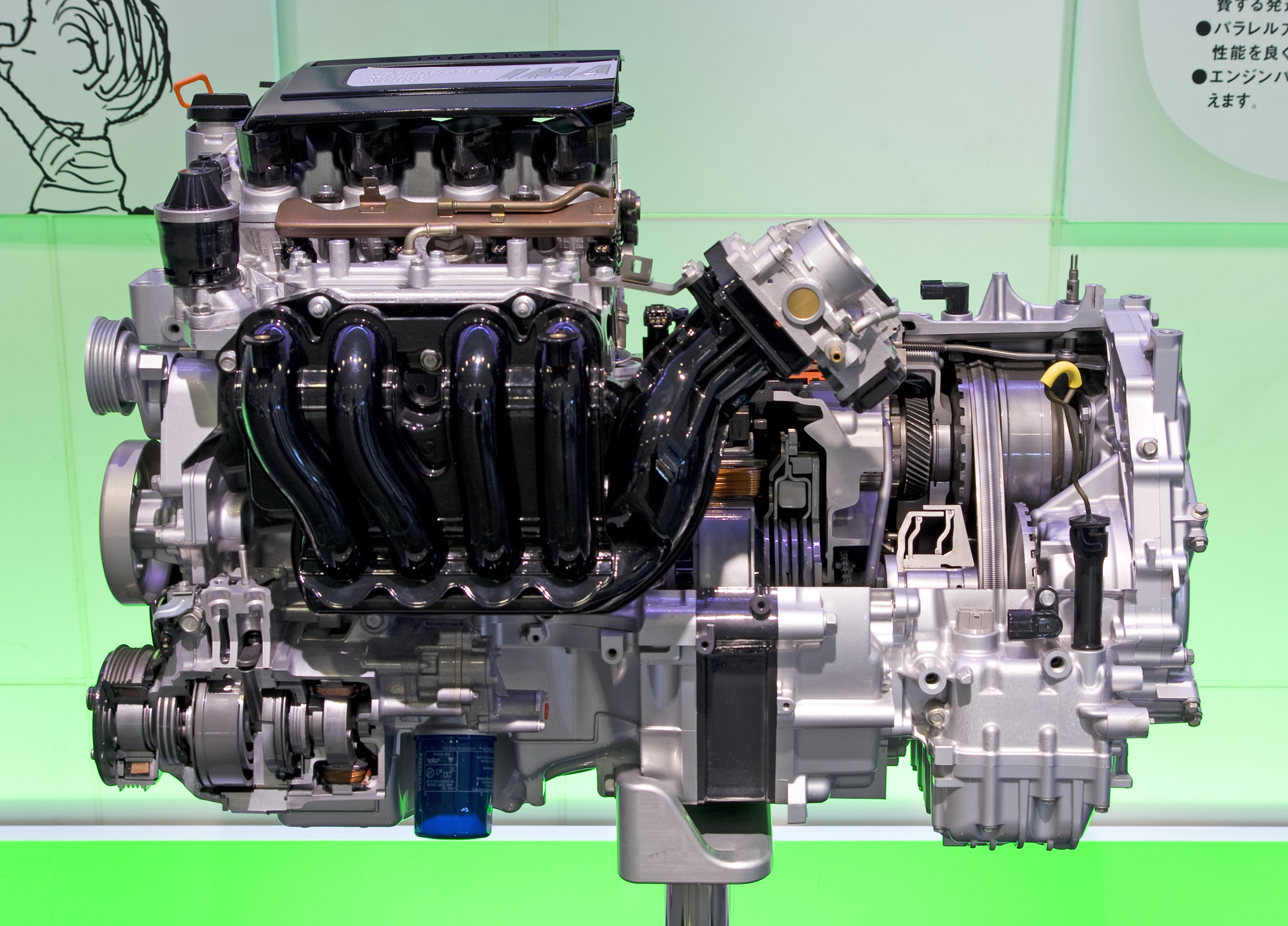
Комбинированная силовая установка (IMA) Honda Insight: ДВС→плоский электромотор→многодисковое сцепление→вариатор

Гибридный автомобиль использовал ту же фирменную систему силового привода IMA (Integrated Motor Assist), что и автомобиль Honda Insight. Между двигателем и вариатором был установлен сверхтонкий электромотор, компактный блок батареей и система управления размещались под полом багажника. Такая схема позволяла сохранить все достоинства базового автомобиля — просторный салон, систему трансформации сидений и большой багажник.
В обычном режиме движения использовался только двигатель внутреннего сгорания (ДВС), при движении с невысокой скоростью, ДВС отключался и автомобиль двигался с помощью электромотора, не расходуя топливо и не создавая выхлопных газов. При резком разгоне могли быть задействованы оба двигателя, а при рекуперативном торможении двигатель опять отключался, а электромотор переходил в режим генератора, подзаряжая батареи.
Внешне автомобиль отличался обновлёнными фарами с голубыми хромированными контурами, прозрачными задними фонарями, новой хромированной решёткой радиатора, немного изменёнными бамперами и хромированной накладкой на крышке багажника. На панели проборов были размещены дополнительные указатели (Eco Assist), помогающие водителю выбрать оптимальный режим движения. Имелась кнопка специального экономичного режима (ECON). При её нажатии ограничивалась мощность двигателя, демпфировалась педаль газа, вариатор переходил в режим плавного изменения передаточного отношения, увеличивалась мощность рекуперативного торможения.
1,3-литровый восьмиклапанный двигатель (LDA) с верхним расположением распредвала имел систему VCM (Variable Cylinder Management), позволяющую закрыть клапаны всех цилиндров. В этом режиме работа двигателя прекращалась, воздух в цилиндрах сжимался и разжимался как пружина, создавая минимальное сопротивление. Работало это как очередная вариация системы управления фазами газораспределения VTEC. Каждый кулачок распредвала толкал короткое коромысло, связанное штифтом с расположенным рядом длинным коромыслом, которое двигало клапан. Если штифт сдвигался, разъединяя коромысла, клапан переставал открываться. Такая схема управления двигателем позволила отказаться от дополнительного сцепления отсоединяющего двигатель от электромотора.
Плоский электромотор имел высокоэффективные магниты и компактные овальные обмотки намотанные проводом прямоугольного сечения. Двигатель развивал мощность 10 кВт при 1500 об/мин. и крутящий момент в 78 Нм при 1000 об/мин. С помощью многодискового мокрого сцепления вращение передавалось на вариатор с расширенным (2,526—0,421) динамическим диапазоном (соотношение между меньшим и большим передаточными числами). Вся конструкция была настолько компактной, что смогла разместиться в небольшом подкапотном пространстве автомобиля.
Блок никель-металл-гидридных аккумуляторов вместе с системой управления располагался под полом багажника и работал под напряжением 110 В. Ходовая часть гибрида была практически идентична основному автомобилю, только, из-за большего веса, были изменены характеристики амортизаторов и электроусилителя руля. На всю систему силового гибридного привода давалась пятилетняя гарантия.

### Fit EV

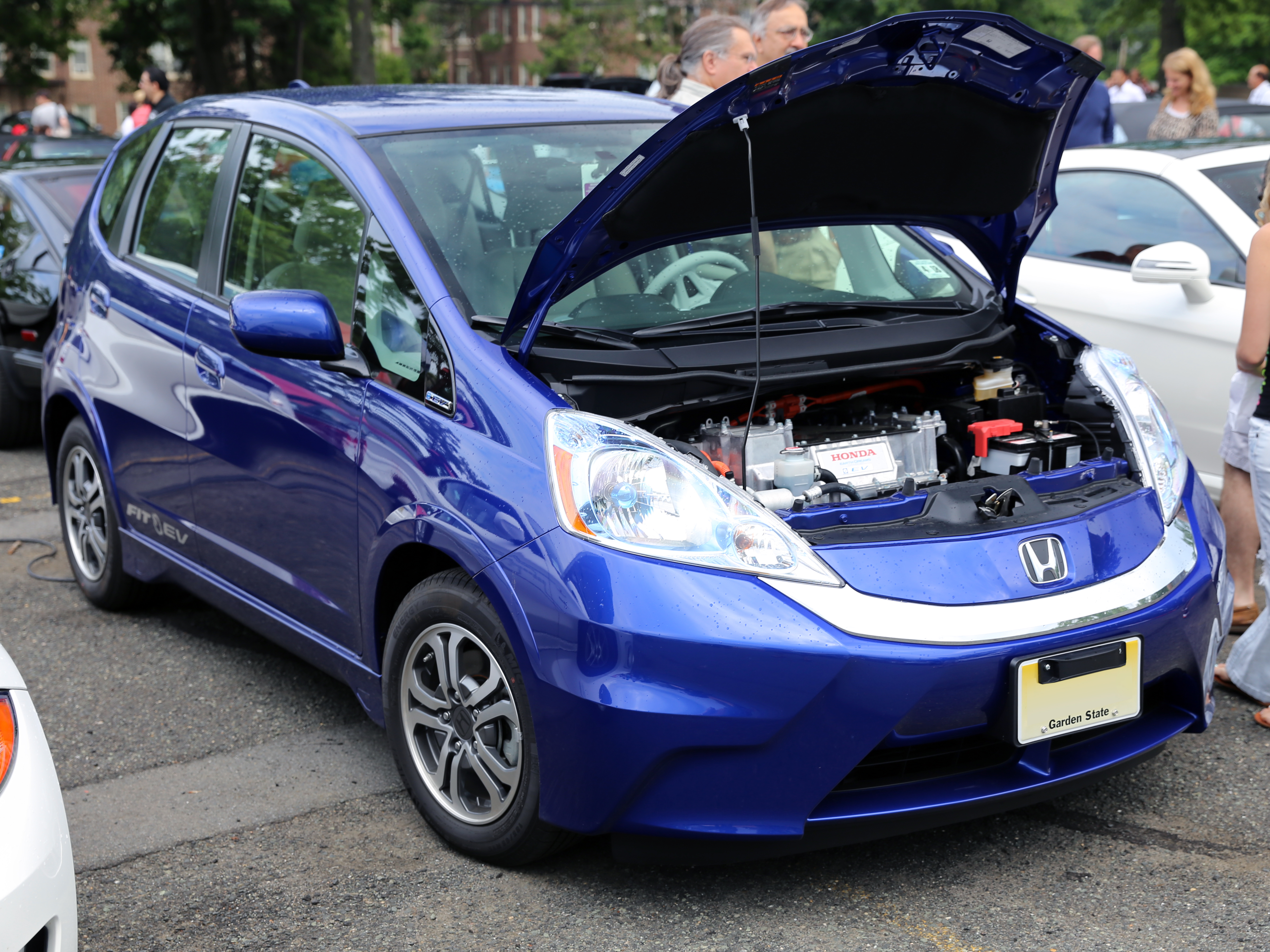
Honda Fit EV

Электромобиль Fit EV (Electric Vehicle) имел обновлённый передок и сплошную, без вентиляционных отверстий решётку радиатора. Новый передний бампер с горизонтальной хромированной полосой, задний спойлер и аэродинамичный задний бампер в сочетании с плоским днищем позволили снизить сопротивление воздуха. Электромотор и блок управления располагались под капотом, а аккумуляторная батарея была встроена в пол автомобиля по всей его длине. Из-за этого пришлось отказаться от фирменной системы трансформации сидений. Задние сидения были немного сдвинуты назад и приподняты, их спинки складывались в пропорции 60/40, но при этом образовывалась ступенька. Также, из-за изменения компоновки автомобиля и увеличения его веса, была переработана структура кузова.
Салон электромобиля был подобен бензиновой версии, но имел оригинальную панель приборов, позволяющую водителю быть в курсе работы всех систем и добиваться использования энергии с максимальной эффективностью. Так, например, входящая в стандартное оснащение электромобиля навигационная система могла рассчитать оптимальный маршрут движения с учётом расположения зарядных станций. Рычаг переключения режимов движения, подобный тому, что применяется на автомобилях с автоматической коробкой передач, был расположен между сидениями и, помимо обычных положений R, N, D он имел позицию B (Brake). При перемещении рычага в это положение увеличивалась мощность рекуперации при торможении, это могло быть полезным при плотном движении в пробке или при спуске с горы. Также, нажатием соответствующей кнопки на панели приборов, водитель мог выбрать один из трёх режимов работы электромобиля. В спортивном режиме (Sport Mode) при резком нажатии на педаль акселератора была доступна вся мощность двигателя, в нормальном режиме (Normal Mode) мощность мотора при разгоне ограничивалась уровнем в 75 кВт, а в экономичном режиме (Econ Mode) были доступны только 47 кВт мощности электромотора, работа педали газа оптимизировалась для экономичного вождения, в том числе при движении накатом, снижались обороты вентиляторов системы климат-контроля.
Синхронный электромотор переменного тока (MCF3) разработки Honda подобен тому, что используется на автомобиле с топливными элементами FCX Clarity, развивает максимальную мощность 92 кВт в диапазоне оборотов от 3695 до 10320 об/мин и крутящий момент 256 Нм в диапазоне оборотов от 0 до 3056 об/мин. Электромотор имеет встроенный коаксиальный редуктор с передаточным отношением 8,057 и напрямую приводит передние колёса. Инновационная конструкция и расположение катушек ротора дают высокую отдачу в большом диапазоне оборотов, средняя эффективность мотора по тестовому циклу EPA (федерального агентства США по охране окружающей среды) составила 94,6%. Силовой управляющий модуль Power Control Unit (PCU), также разработанный Honda, полностью управляет всеми системами электромобиля, включая рекуперативное торможение и зарядку. Изготовленный Toshiba литий-титанатный аккумулятор (SCiB) ёмкостью 20 кВтч имеет долгий срок службы, высокую безопасность, хорошую способность к восстановлению. Батарея принудительно охлаждается воздухом, что ещё больше повышает её долговечность. Электромобиль, так же как все автомобили, имеет обычную 12-вольтовую электросистему, предназначенную для питания фонарей и освещения салона, климат-контроля и аудиосистемы. Основная батарея заряжает 12-вольтовую через преобразователь.
Ходовая часть автомобиля была серьёзно изменена для компенсации увеличенного веса батарей и освобождения пространства для её размещения. Спереди осталась подвеска Макферсон, но были изменены её настройки: иные характеристики получили пружины, амортизаторы и стабилизатор поперечной устойчивости.
Подвеска крепилась к новому лёгкому переднему подрамнику из формованного алюминиевого сплава. Сзади появилась независимая многорычажная подвеска, призванная компенсировать увеличенный вес батареи. Она компактно разместилась под задними сидениями и полом багажника. Рулевое управление с электроусилителем имело немного увеличенное передаточное отношение, призванное компенсировать возросший вес. В тормозной системе появился новый электрогидравлический усилитель. По сравнению с обычным вакуумным усилителем он быстрее и точнее позволял управлять давлением в тормозах. Рекуперативная система торможения аккуратно распределяла энергию торможения между гидравлической тормозной системой и электромотором, добиваясь того, чтобы максимум кинетической энергии попал в батарею. Антиблокировочная система (ABS), система распределения тормозных сил (EBD), также как и система помощи при экстренном торможении были стандартными. Также, стандартной была система контроля давления в шинах. На электромобиле использовались узкие шины с низким сопротивлением качению размерностью 185/65R16, установленные на лёгкие колёса с пятью спицами размерностью 6Jх15. Колёса крепились пятью болтами, в отличие от крепления четырьмя на обычных версиях автомобиля. Компактный ремкомплект заменял запасное колесо и хранился под полом багажника.
На переднем крыле со стороны водителя имелся разъём для зарядки, выполненный в соответствии со стандартом SAE J1772. Время полной зарядки батареи от электросети напряжением 100 В составляло примерно 23 часа, но при увеличении напряжения до 200 В (15 А), сокращалось до 6 часов. С помощью специального режима довести заряд батареи до 80% можно было всего за 20 минут. Время полной зарядки от сети напряжением 120 В составляло примерно 15 часов и сокращалось до 3 часов при удвоении напряжения. Имелась возможность восстановить заряд батареи на 17% всего за 30 минут, если использовать специальный источник тока в 32 А. Электромобиль можно было заряжать дома, для этого в США предлагались специальные зарядные устройства Electric Vehicle Supply Equipment (EVSE) фирмы Leviton. Силовой управляющий модуль имел все необходимые компоненты для зарядки любым допустимым напряжением и током, а под полом багажника находились соответствующие кабели. Управлять процессом зарядки можно было с помощью пульта дистанционного управления или специального приложения HondaLink через интернет. При этом можно было устанавливать время начала и окончания зарядки, следить за её уровнем. Можно было, если необходимо, включить кондиционер или отопитель, при этом они запитывались от электросети, не разряжая батарею. Максимальный пробег электромобиля при движении в соответствии с японским ездовым циклом JC08 составлял 225 км, расход энергии — 106 Вт/км. В соответствии с американским стандартом EPA, полный пробег электромобиля составлял 212 км (132 мили) при среднем расходе энергии 29 кВт/100 миль. Время зарядки батареи и пробег электромобиля могли существенно меняться в зависимости от окружающей температуры.

### Безопасность
| Euro NCAP                                              | Euro NCAP | Euro NCAP | Euro NCAP             |
| ------------------------------------------------------ | --------- | --------- | --------------------- |
| · общий рейтинг                                        |           |           |                       |
| 78%                                                    | 79%       | 60%       | 71%                   |
| взрослый пассажир                                      | ребёнок   | пешеход   | активная безопасность |
| Протестированная модель: Honda Jazz 1.4 ES, LHD (2009) |           |           |                       |

## Третье поколение
Автомобиль вышел на рынки Японии в сентябре 2013 года. Переднеприводная (FF) и полноприводная (4WD) версии 13G оснащаются бензиновым двигателем рабочим объёмом 1,3 литра и мощностью 100 л.с. Модели 15G, также с двумя вариантами трансмиссии, имеют бензиновый мотор рабочим объёмом 1,5 литра мощностью 130 л.с. Имеется только переднеприводной спортивный вариант RS с таким же, как и у 15G двигателем и гибридная версия автомобиля.
В январе 2014 года на Детройтском автосалоне Honda Fit был представлен для американского рынка как автомобиль 2015 модельного года. В феврале выпуск автомобилей начался на вновь построенном заводе в городе Селая в Мексике. Осенью автомобиль был показан публике на Парижском автосалоне, предполагаемое начало продаж в Европе — лето 2015 года.
Автомобиль создан в новом фирменном стиле «Потрясающий В-дизайн!!!» ("EXCITING H DESIGN!!!") основанном на трёх факторах. Первый — «Высокие технологии» (High Tech) символизирует дух инноваций Honda, второй — «Высокое напряжение» (High Tension) отображает красоту и структурную прочность нового кузова и, третий фактор — «Высококачественные ощущения» (High Touch) представляет отточенные формы поверхностей и текстуры. В дальнейшем этот стиль будет распространён на остальные автомобили Honda.
Автомобиль сохранил однообъёмный кузов с лёгкой, воздушной верхней частью, мощной поясной линией твёрдо стоящий на колёсах. Округлый, рассечённый острыми ярко выраженными линиями кузов создаёт агрессивный вид, упакованный в узнаваемые формы. Футуристическая передняя панель салона оснащена индикаторами и переключателями, выполненными по новейшим технологиям. Навигационная система и полностью автоматический кондиционер управляются с помощью сенсорной панели с интуитивным интерфейсом, не сложнее, чем у сотового телефона. В дополнение к простым и ясным линиям и поверхностям обновлённого интерьера, Honda позаботилась о выборе материалов и их отделке, реализуя комфортабельный и высококачественный интерьер который удовлетворит пассажиров более богатых машин. Уникальная компоновка автомобиля с центральным расположением бензобака сохранена, а система трансформации сидений Ultra Seat теперь стала проще и имеет увеличенный диапазон регулировок.
Модель 13G оснащается новым бензиновым атмосферным рядным четырёхцилиндровым двигателем (L13B) рабочим объёмом 1,3 литра, водяного охлаждения, расположенным спереди автомобиля, поперечно, вертикально. Двигатель имеет два, расположенных в головке цилиндров распредвала (DOHC), приводимых цепью, систему непрерывного изменения фаз газораспределения i-VTEC и электронную систему впрыска топлива. Он агрегатируется либо с пятиступенчатой механической коробкой передач, либо с вариатором с расширенным динамическим диапазоном (разница между наименьшим и наибольшим передаточными отношениями). Модель 15G имеет подобный двигатель (L15B) рабочим объёмом 1,5 литра, но на нём используется система непосредственного впрыска топлива. Этот двигатель, также стыкуется либо с механической пятиступенчатой коробкой передач, либо с вариатором. Обе модели могут выпускаться с полноприводной трансмиссией в которой используется только вариатор. Только переднеприводная спортивная версия RS использует 1,5-литровый двигатель в сочетании с шестиступенчатой механической коробкой передач или вариатором.
Передняя подвеска автомобиля была серьёзно переработана с целью уменьшения передачи вибрации на кузов. Новый пространственный подрамник стал жёстче, но легче, то же можно сказать и о новых нижних рычагах, изготовленных из высокопрочных материалов. Специальные резино-металлические шарниры крепления рычагов к подрамнику позволяют рычагам немного перемещаться в продольном направлении, чем повышают общую комфортабельность подвески. Новый, с пониженным трением способ соединения стабилизатора поперечной устойчивости с рычагами способствует более чёткой его работе. Сам стабилизатор имеет увеличенный диаметр, но стал легче за счёт того, что изготовлен из трубы. Новые амортизаторы на высокой скорости перепускают часть жидкости мимо клапанов, снижая демпфирование и позволяя колесу чётче отслеживать неровности дороги. Общая геометрия новой подвески позволила снизить центра крена, что улучшило управляемость и устойчивость движения автомобиля. Новый способ крепления задних амортизаторов, также оснащённых перепускным клапаном, разделяет передачу обычных и ударных нагрузок, обеспечивая более комфортабельную езду. Сами амортизаторы установлены с меньшим наклоном. Для улучшения управляемости, центр крена задней подвески повышен и увеличена её общая жёсткость за счёт  применения полностью новой поперечины, более коротких продольных рычагов и более лёгкой и жёсткой конструкции осей. Применение большего диаметра рулевого вала снизило вибрацию на руле, а новый датчик поворота, который замеряет не только угол, но и скорость его изменения, позволил лучше настроить работу электроусилителя. Новая система управления электроусилителем помогает водителю при прохождении поворотов и торможении. В тормозной системе используются новые более жёсткие передние дисковые тормоза и усилитель с большим передаточным отношением, всё — для лучшего управления торможением. Кроме того, появилась система помощи при трогании в гору, которая на мгновение задерживает тормоза, предотвращая скатывание автомобиля.
В гибридном автомобиле Fit Hybrid используется 1,5-литровый двигатель (LEB), но с целью экономии топлива, он переделан для работы по циклу Аткинсона. В паре с ним работает семиступенчатая преселективная коробка передач со встроенным в неё плоским электромотором. Под полом багажника размещается аккумуляторная батарея и блок управления. Семиступенчатая трансмиссия с двумя сцеплениями полностью автоматизирует смену передач, оставляя общий принцип работы обычной механической трансмиссии, со всеми её преимуществами, низкими потерями и мощным разгоном. В двухвальной коробке передач каждое сцепление контролирует работу передач одного вала, одно — чётных передач, другое — нечётных. Переключение происходит очень быстро в момент включения одного сцепления и отключения другого. Для большей компактности первая передача выполнена планетарной. Электромотор мощностью 22 кВт настолько мал, что его удалось встроить в корпус трансмиссии, он связан с валом нечётных передач. Система управления автоматически выбирает необходимый режим работы трансмиссии. Абсолютно тихое движение на электротяге используется в пробках и при маневрировании на низкой скорости в городе. В этом режиме, для снижения потерь, сцепление отсоединяет двигатель от трансмиссии. Разгон происходит в гибридном режиме, при включённом сцеплении и запущенном моторе. Сложение мощности двигателя внутреннего сгорания (ДВС) и электромотора обеспечивает мощный разгон. При движении по шоссе работает только ДВС, в этом режиме он наиболее эффективен. Система управления выбирает лучший способ работы не только ради получения экономии или мощности, но и с учётом разряда батареи. Сцепление отключает двигатель при замедлении для эффективного преобразования кинетической энергии в электрическую. Для любителей ездить по снегу и грязи имеется полноприводная версия гибридного автомобиля. 

### Безопасность
Новая Jazz получила премию Euro NCAP как лучший автомобиль в своём классе.
| Euro NCAP                                                     | Euro NCAP | Euro NCAP | Euro NCAP             |
| ------------------------------------------------------------- | --------- | --------- | --------------------- |
| · общий рейтинг                                               |           |           |                       |
| 93%                                                           | 85%       | 73%       | 71%                   |
| взрослый пассажир                                             | ребёнок   | пешеход   | активная безопасность |
| Протестированная модель: Honda Jazz 1.3 'Comfort', LHD (2015) |           |           |                       |

## Четвёртое поколение
Четвёртое поколение было представлено в октябре 2019 года на Tokyo Motor Show 2019. Автомобили нового поколения поступили в продажу в Японии в феврале 2020 года. Honda Fit/Jazz доступен в пяти комплектациях — Basic, Home, Ness, Crosstar и Luxe.

## Комментарии
1. 1 2 3 4  В Японии.
2. ↑  Напряжение электросети в Японии.
3. ↑  Напряжение электросети в США.